# 江蘇 (雑誌)
江蘇（こうそ）は、中国の清朝末期、辛亥革命期の月刊誌。中国留日学生江蘇同郷会編。1903年4月、日本の東京で創刊された。秦毓鎏らによって主管され、執筆者には柳亜子らがいる。内容は社説・学説・訳篇・時論・小説・記言・記事などが設けられ、清朝を転覆させ、共和国を樹立することを主張した。1905年5月には停刊され、12期で終わった。